# Piéral
Pierre Germain Bernard Aleyrangues dit Piéral souvent crédité aux génériques de films anciens comme le nain Piéral, né le 22 novembre 1923 à Levallois-Perret et mort le 22 août 2003 dans le 13e arrondissement de Paris, est un acteur français.
Piéral mesurait 1 mètre 23 et il est souvent présenté comme l'un des acteurs de petite taille les plus célèbres du cinéma français.

## Biographie

### Débuts
Piéral est placé en nourrice de l'âge de six mois à trois ans à Gy-l'Évêque (Yonne), en France, puis retourne vivre à Levallois-Perret.
Ses parents ne lui ayant rien dit sur son nanisme, il n'en prend conscience que lorsqu'il voit son jeune frère devenir aussi grand que lui.
Suivant des cours à la Haute École de Joaillerie pendant l'Occupation, il a 17 ans lorsqu'il est abordé dans la rue par un inconnu qui lui demande s'il veut faire du théâtre. Il est alors embauché par Henri Lartigue pour jouer au théâtre de l'Avenue le rôle d'un bouffon du roi dans Fariboles. On se souvient de son rôle dans Minetti de Thomas Bernhard, dans des cabarets, le music-hall et le cirque. Les frères Bouglione l'engageront pour Blanche-neige et les sept nains au Cirque d'Hiver.
Son goût pour le transformisme le mène à jouer un numéro d'imitation de Mae West.

### Carrière cinématographique
Piéral débute au cinéma en 1941 dans Les Visiteurs du soir de Marcel Carné, puis tourne dans L'Éternel Retour de Jean Delannoy, où il fait la connaissance de Jean Cocteau qui devient un ami, et auquel il rend visite quasi quotidiennement pendant trois ans, ce dernier lui ayant promis un rôle dans L'Aigle à deux têtes que finalement il n'obtiendra pas. Jean Delannoy, l'emploiera également dans Notre-Dame de Paris et La Princesse de Clèves.
Le Capitan (1960), où il retrouve son ami Jean Marais mais aussi Bourvil, Elsa Martinelli et Lise Delamare.
Il tourne ensuite avec d'autres grands cinéastes, comme André Hunebelle, Max Ophüls, Luis Buñuel, Christian-Jaque…
Les réalisateurs lui réservaient souvent des rôles inattendus : grande duchesse dans Voyage Surprise, psychanalyste dans Cet obscur objet du désir, lui-même dans Nuit docile. C'était l'interprète idéal du réalisme poétique (Marcel Carné, la série Le Roi Mystère) ou du surréalisme (Pierre Prévert, Luis Buñuel).
Il joua aussi dans quelques téléfilms, comme dans la série Les Cinq Dernières Minutes.
Il était connu pour son dandinement caractéristique, et son visage bonhomme et jovial qu'il a prêté souvent à des personnages maléfiques.
« Sa petite taille et son grand talent en avaient fait un personnage décalé et inquiétant que les cinéastes utilisaient volontiers pour donner du sel à leurs histoires ».

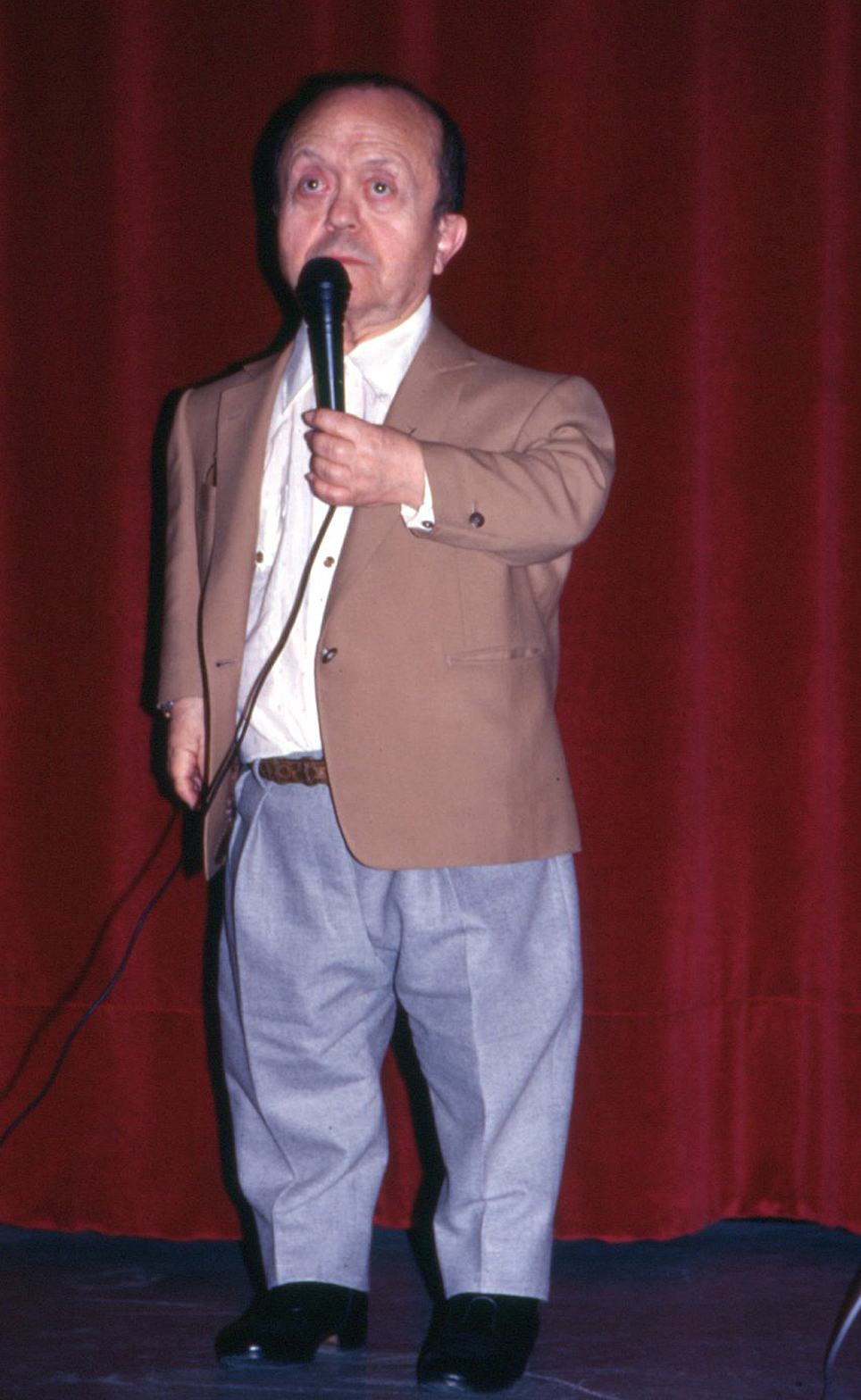
Piéral en 1997.

### Vie privée
Piéral est l'auteur de souvenirs intitulés Vu d'en bas, publiés en 1976, dans lequel il parle avec facilité de sa petite taille, tout en rappelant les souffrances qu'elle lui a occasionnées, en particulier à l'école.

#### Bisexualité
Piéral ne faisait pas mystère de sa bisexualité, après avoir été dépucelé par une prostituée dans une maison close, il a sa première expérience homosexuelle en 1942 avec un étudiant qui l'a abordé dans la rue, puis une seconde avec un acrobate marié du cirque d'hiver Bouglione. Il raconte dans ses souvenirs que dans le domaine du plaisir son nanisme, au lieu de faire de lui un laissé pour compte, lui valait plus de propositions qu'il n'en désirait et qu'il eut une grande passion pour une certaine Angela, de vingt ans son aînée : « Je n'ai pas seulement aimé Angela sentimentalement. Notre histoire a été une grande passion des sens. J'ai été l'amant le plus ardent et le plus comblé par une maîtresse qu'on m'enviait. »
Il a tourné dans des films à thématique homosexuelle à la fin de sa vie.

#### Famille
Célibataire, Piéral a un frère cadet, Jean, père d'une fille et d'un garçon.

#### Mort
Atteint d'un cancer généralisé, Piéral meurt le 22 août 2003 à l'hôpital Broca dans le 13e arrondissement de Paris, des conséquences de la canicule de 2003. Son corps a été incinéré quelques jours après dans la même ville, au crématorium du cimetière du Père-Lachaise.

## Filmographie

### Cinéma
1965: Merveilleuse Angélique
De Bernard Borderie
- 1942 : Les Visiteurs du soir, de Marcel Carné : un nain monstrueux au château.
- 1942 : L'Éternel Retour, de Jean Delannoy : Achille Frossin.
- 1945 : Blondine, d'Henri Mahé : Monchéri.
- 1946 : Les Gueux au paradis, de René Le Hénaff : un diablotin.
- 1947 : Voyage Surprise, de Pierre Prévert : la grande duchesse de Stromboli.
- 1947 : Danger de mort, de Gilles Grangier : le nain.
- 1951 : La Couronne noire (La corona negra), de Luis Saslavsky : Pablo, le nain.
- 1953 : Lucrèce Borgia, de Christian-Jaque : le bouffon.
- 1955 : Lola Montès, de Max Ophüls.
- 1956 : Notre-Dame de Paris, de Jean Delannoy : l'aubergiste.
- 1958 : Le Joueur, de Claude Autant-Lara : un joueur.
- 1959 : Bobosse, d'Étienne Périer : le chauffeur.
- 1960 : Le Capitan, d'André Hunebelle : Lorenzo, l'alchimiste.
- 1961 : Vive Henri IV, vive l'amour, de Claude Autant-Lara.
- 1961 : La Princesse de Clèves de Jean Delannoy : le bouffon.
- 1975 : Les Onze mille verges, d'Éric Lipmann : la cantatrice.
- 1975 : La passion d'une femme sans cœur, de Moïse Maatouk, court métrage, ressorti en 1979 sous le titre Histoires abominables : le nain.
- 1976 : Spermula, de Charles Matton.
- 1977 : Cet obscur objet du désir, de Luis Buñuel : le psychologue.
- 1977 : Mémoires d'outre-tombe, court métrage de Raouf Chaibi.
- 1978 : La isla de las cabezas, de Nicola Lazemberg.
- 1979 : Zoo zéro, d'Alain Fleischer : Uwe, l'imprésario.
- 1982 : Le Crime d'amour, de Guy Gilles : Filatures.
- 1986 : Nuit docile (1986) de Guy Gilles : lui-même.
- 2000 : Les éléphants de la planète Mars dans Folle de Rachid en transit sur Mars, de Philippe Barassat, avec Guillaume Dustan, Arielle Dombasle et Jérémie Elkaïm.

### Télévision
- 1961 : Les Cinq Dernières Minutes, épisode Sur la piste… de Claude Loursais : Alexandre Dufau.
- 1963 : Skaal, de Maurice Château : le caïd.
- 1966 : Rouletabille chez les Bohémiens, de Robert Mazoyer : Olajaï.
- 1967 : Allo police / le témoin, de Paul Siegrist.
- 1968 : Les dossiers de l'agence O, épisode Le vieillard au porte-mine : Kopafker.
- 1968 : Le crime de Lord Arthur Saville, d'André Michel : Winckelopf.
- 1969 : Les Eaux mêlées, de Jean Kerchbron.
- 1980 : Les Visiteurs, de Michel Wyn : Puck.
- 1981 : Le Légataire universel, de Claude Santelli : Cristorel.
- 1984 : Les Ferrailleurs des Lilas, téléfilm de Jean-Paul Sassy : le nain Barnabé.
- 1984 : La jeune femme en vert, de Lazare Iglesis : Poggio.
- 1988 : Le Ravissement de Scapin, de Georges Folgoas : Sylvestre le marmiton.
- 1990 : Drôle de soirée : série Intrigues d'Emmanuel Fonlladosa : le bébé.
- 1991 : Le Roi Mystère, de Paul Planchon : Mac Callan.

## Théâtre
- 1946 : Divines Paroles de Ramón María del Valle-Inclán, mise en scène Marcel Herrand, théâtre des Mathurins.
- 1963 : Othello de William Shakespeare, mise en scène Marcelle Tassencourt, Odéon-Théâtre de France.
- 1963 : Charles XII d'August Strindberg, mise en scène Gabriel Garran, festival d'Art dramatique d'Aubervilliers.
- 1971 : Les Brigands de Friedrich von Schiller, mise en scène Antoine Bourseiller, théâtre du Gymnase.
- 1972 : Macbeth de William Shakespeare, mise en scène Roger Blin.
- 1988 : Minetti de Thomas Bernhard, mise en scène Joël Jouanneau, théâtre des Treize Vents.

## Discographie
- L'Écolier (1975).
- Mon Cœur (1975).

## Publication
- Piéral, Vu d'en bas, Robert Laffont, 1976.